# María Josefa García Granados
María Josefa García Granados y Zavala (El Puerto de Santa María, Cádiz, España, 10 de julio de 1796-Guatemala, 28 de julio de 1848) fue una literata y poetisa guatemalteca, de origen español, una de las mayores exponentes intelectuales de la independencia de Guatemala. Fue, también, una feminista adelantada a su tiempo que con su carácter fuerte y dominante se impuso en la sociedad guatemalteca de la época. Era hermana del general Miguel García Granados, quien fue el primer presidente liberal de Guatemala y de Adelaida García Granados, quien fue tutora de Petrona Álvarez, esposa del general Rafael Carrera, presidente conservador vitalicio de Guatemala. Como su familia era parte del Clan Aycinena, sufrió el destierro y el despojo de sus bienes por Francisco Morazán en 1829.

## Biografía

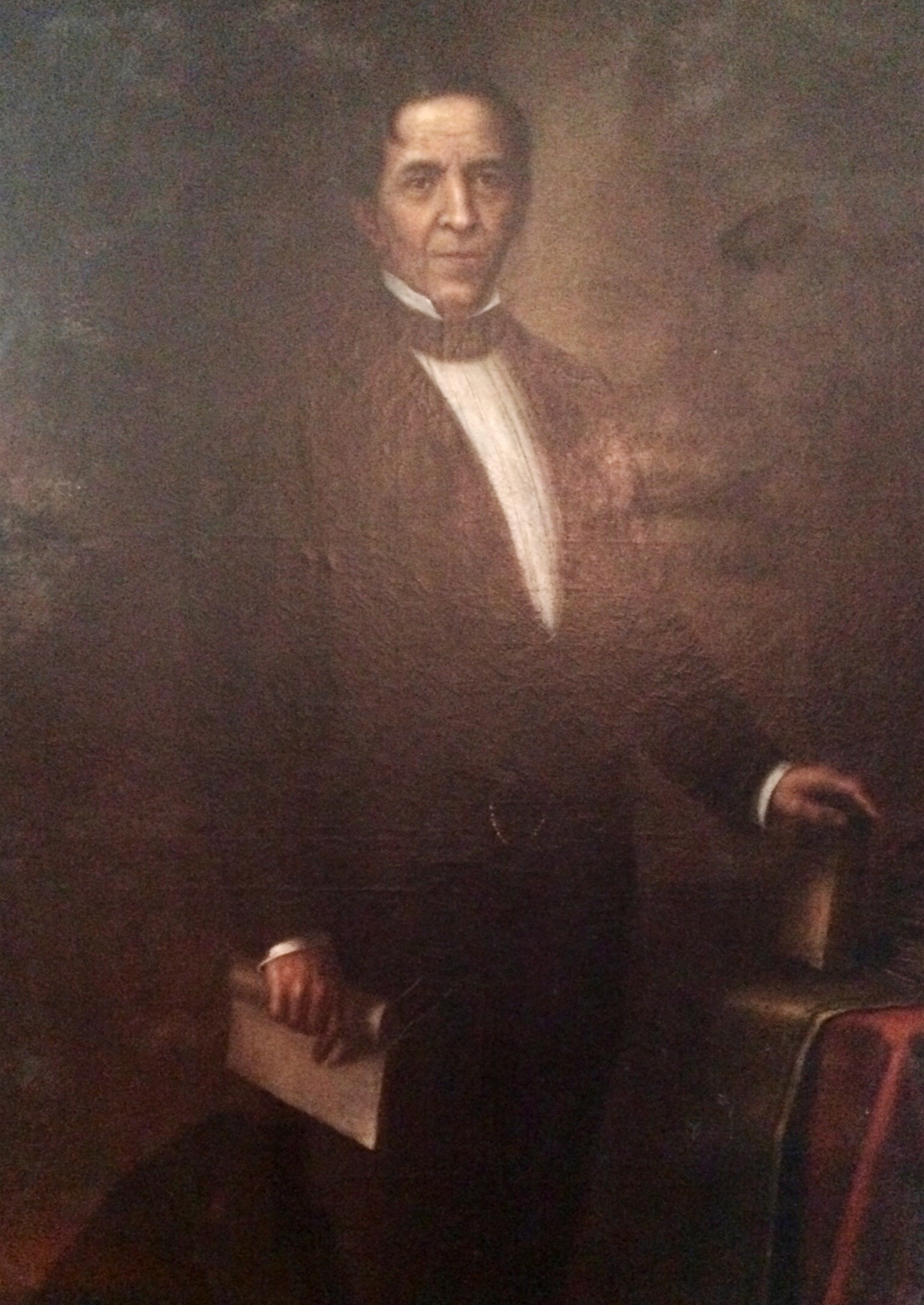
Mariano Gálvez durante su época de jefe del Estado de Guatemala, Museo Nacional de Historia de Guatemala

María Josefa García Granados nació en El Puerto de Santa María, España, en 1796, emigrando su familia a Guatemala cuando ella tenía quince años de edad. Provenía de una familia de alcurnia que había viajado a España, pero que decidió regresar al Reino de Guatemala, tras la invasión de los franceses a la península ibérica. Su inclinación por las letras y el periodismo la llevaron a participar en tertulias, a conocer a intelectuales y escritores y hasta publicar con ellos diferentes géneros literarios. Además, era hermana de Miguel García Granados y de Adelaida García Granados.
Conocida por sus amigos y conocidos como «Pepita», se casó con Ramón Saborío de la Villa de Nicaragua, con quien compartió matrimonio hasta la muerte y con quien procreó seis hijos. Se le conocía por su fuerte carácter y autoridad. Debido a dicho carácter María Josefa García Granados creó una amistad con los hombres más influyentes de su época, aún antes de 1821 -año de la Independencia de Centroamérica-, ella concurría a las famosas tertulias efectuadas en casa del canónigo José María Castilla nacido en Madrid, España. Su hermano también fue su yerno, pues, como se acostumbraba en esa época entre familias de la clase alta, existían matrimonios endogámicos, así que su hermano Miguel se casó con su hija mayor, Cristina.
| «Pepita era atrevida y valiente. En los tiempos en que los hombres no salían a la calle de noche, ella visitaba a sus amigos sin atender la hora.» —Máximo Soto Hall |

Luego de la expulsión del jefe de Estado conservador Mariano de Aycinena y Piñol y del resto del Clan Aycinena del territorio centroamericano en 1829, María Josefa lo que dio en llamar Los retratos, que eran pequeños poemas de sátira sangrienta con los que atacaba a los más destacados jefes liberales, a sus esposas y familias. Fue perseguida y tuvo que huir a Chiapas para librarse de una orden de arresto; allí vivió en Ciudad Real, junto con su hermano Miguel. A raíz de la expulsión, fueron confiscados la tercera parte de sus bienes por parte de Francisco Morazán y los liberales por lo que escribió: «[...] puesto que podíamos carecer de lo indispensable para nuestro sustento diario, pudiendo decirse que en tres años habíamos pasado del lujo a la miseria.»

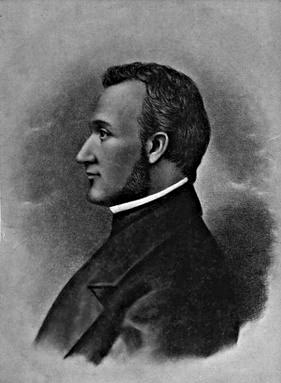
General Francisco Morazán.
Intentó invadir a Guatemala por segunda ocasión en 1840 luego de haberla invadido en 1829 y expulsado a los miembros del Clan Aycinena y las órdenes regulares. En 1840 fue vencido por Carrera de manera aplastante, marcando el fin de su carrera en Centroamérica.

En el siglo xix la mujer se dedicaba de ordinario a las labores de su casa.   El poeta y patrio cubano José Martí, que visitó Guatemala en la década de 1870, escribió al respecto: «¿Cuál es el primero de los lastres coloniales de la legislación depuesta que menciona? El poder omnímodo del señor bestial sobre la esposa venerable. Da la patria potestad a la mujer, la capacita para atestiguar y, obligándola a la observancia de la ley, completa su persona jurídica. ¿La que nos enseña la ley del cielo, no es capaz de conocer la de la tierra?». Pero María Josefa García Granados rompió esquemas en su época: con el seudónimo de «Juan de las Viñas» para no ser reconocida como femina, se dice que fundó dos periódicos, los dos de carácter político y uno de ellos con tendencias literarias.  Según las memorias de Miguel García Granados María Josefa padecía de histeria y de aquí posiblemente se origina su tendencia crítica y satírica, aunque no por ello menos valiosa.
| Anda en secreto un "boletín del cólera"- de los tiempos en que el aire mefítico del Ganges sopló fuerte y ella, como Moliére, la emprendió con los médicos- que es cosa de no dejar aquella ocurrentista y castiza solitaria un solo instante de las manos. —José Martí Insigne poeta cubano |

En 1837 Rafael Carrera se dio a conocer como el líder de los campesinos que iniciaron la lucha armada contra el régimen de Francisco Morazán, presidente de las República Federal de Centroamérica, entidad política que incluía a Guatemala, Comayagua (posteriormente nombrada Honduras), El Salvador, Nicaragua y Costa Rica. Primero lucharon contra quien gobernaba el Estado de Guatemala, liberal al igual que Francisco Morazán, el doctor José Mariano Gálvez. Los insurgentes empezaron las hostilidades por medio de una guerra de guerrillas: atacando poblaciones sin dar oportunidad de tener encuentros con las tropas del gobierno. Al mismo tiempo, se propagaba la idea de los curas párrocos que quedaban en Guatemala y que acusaban a Gálvez del envenenamiento de las aguas fluviales para propagar el cólera morbus a la población, cosa que no ocurría sino por el crecimiento poblacional y la poca capacidad de la estructura sanitaria del país.  Esta acusación favoreció a los objetivos de Carrera, poniendo a una gran parte de la población en contra de Mariano Gálvez y de los liberales en general. María Josefa escribió entonces el Boletín del Cólera Morbus, una obra de teatro en verso con la que criticó duramente algunos sucesos de la vida política de Guatemala.
A principios de 1838, José Francisco Barrundia y Cepeda, jefe liberal de Guatemala y enemistado con el gobernador del Estado de Guatemala, doctor Mariano Gálvez, gestionó para llevar a la Ciudad de Guatemala a Carrera,  para combatir al jefe de Estado. Carrera para entonces mostraba ya los rasgos de liderazco y pericia militar que lo caracterizarían. El 2 de marzo de 1838 fue aceptada por unanimidad en la Asamblea la renuncia del doctor Gálvez, y se iniciaría un período de incertidumbre en el Estado de Guatemala, del que el gran beneficiado sería Rafael Carrera. Por esos años, el antropólogo John Lloyd Stephens viajó a Guatemala y estuvo en la frontera entre Guatemala y Honduras; Stephens hizo la siguiente descripción de las tropas de Carrera en ese entonces:  «las tropas de Carrera habían regresado de San Salvador, y ocupado toda la línea de villas hasta la capital.  Eran su mayoría indígenas, ignorantes, intempestivos y fanáticos que no podrían comprender mi carácter oficial, no podían leer mi pasaporte y, en el estado de cosas en que se encontraba el país, podrían tener sospechas de mí.  Ya habían cometido grandes atrocidades; no había ni un cura en todo el camino; e intentar proseguir sería exponerme a robo y asesinato.  Quería seguir mi camino con muchas ansias, pero hubiera sido una locura proseguir; de hecho, ningún dueño de mulas hubiera aceptado ir conmigo, y me ví obligado a regresar a Chiquimula».

## Obras
| Mujer de genio independiente, despreocupada, de mucho ingenio y travesura; con gran facilidad para versificar y mucho chiste para sus sátiras; era lo que puede llamarse un ente original, y de trato peligroso. ¡Pobre de aquel a quien le ponía la puntería! —General Miguel García Granados |

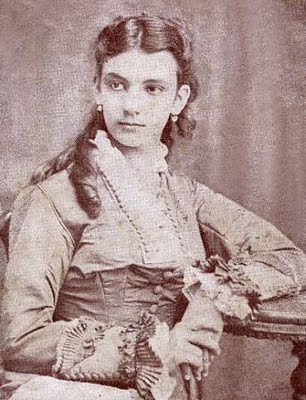
María García Granados y Saborío, hija del general Miguel García Granados y sobrina/nieta de María Josefa Se enamoró del poeta y prócer cubano José Martí cuando éste llegó a Guatemala en 1876, y su temprana muerte dio origen a la leyenda de La Niña de Guatemala.

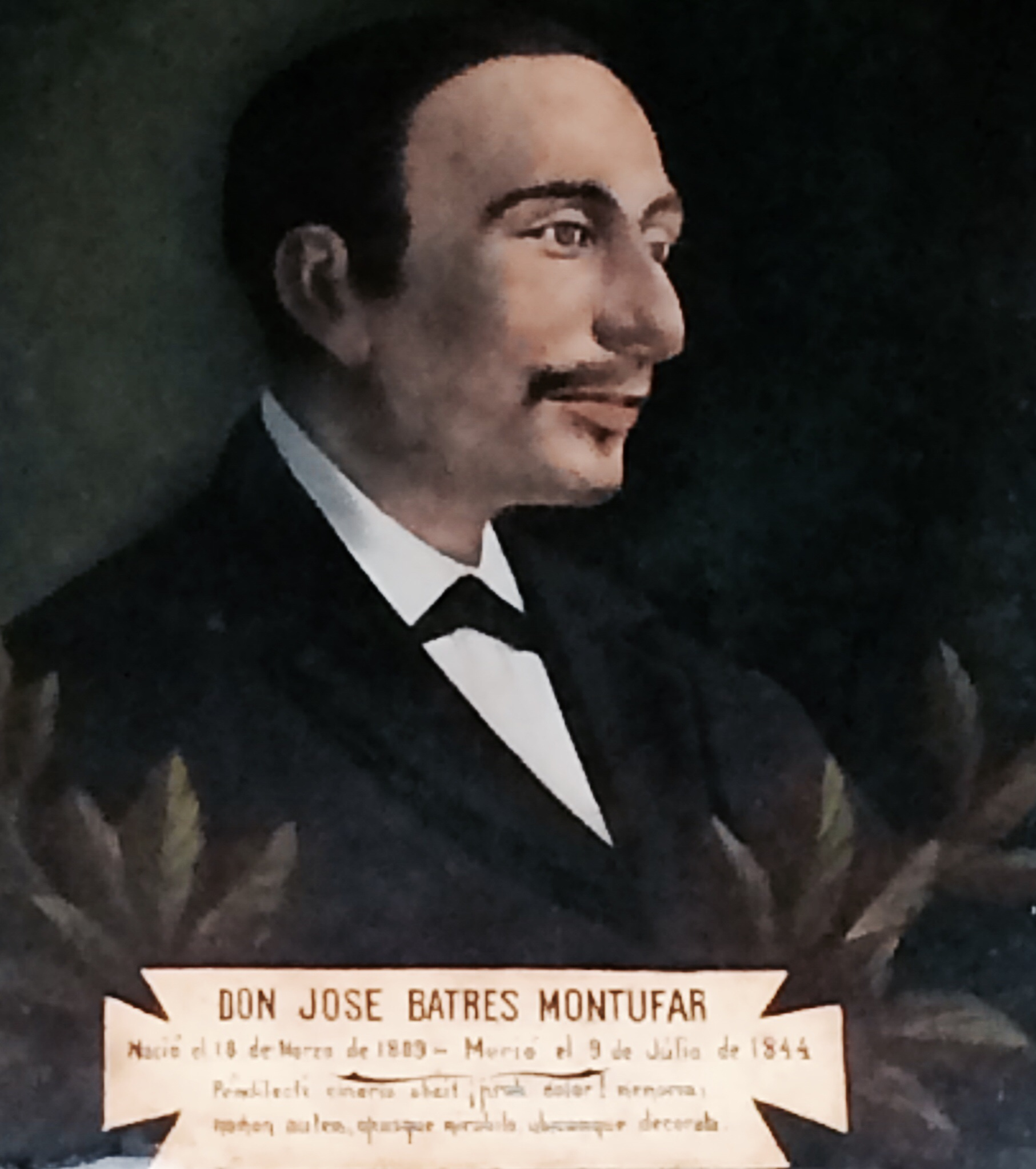
Poeta guatemalteco José Batres Montufar alumno de piano y amigo personal de María Josefa García Granados, con quien coescribió varias obras y fundó Cien veces una.

El mérito de esta escritora va más allá de su poesía lírica, tan acorde con el género femenino. A ella le tocó vivir una época política bastante difícil en Guatemala: un período de atropellos que llegó con el triunfo de Francisco Morazán en 1829, y que resultó en la expulsión de los miembros de las aristocracia guatemalteca asociada con el Clan Aycinena y del clero mayor de la Iglesia Católica del territorio centroamericano. Esta crisis, que afectó de cerca a su familia, templó su pluma y, a la usanza del Siglo de Oro español, su reacción literaria estuvo llena de ingenio, crítica y buen humor.
Sobre su literatura, Ana María Urruela de Quezada -miembro de la Academia Guatemalteca de la Lengua- indica que «la creación literaria de la poetisa es significativa para la historia, porque en sus retratos, piezas satíricas, coplas y cartas, logró pintar, sin evasiones, ni romanticismos, personalidades y hechos vinculados con le élite cultural y política de esa época pretérita.» Para García Granados la poesía era un instrumento con el cual podía dejar testimonio vital de la época turbulenta de la rivalidad entre los criollos liberales liderados por Morazán y las revueltas campesinas dirigidas por Rafael Carrera y apoyadas por conveniencia por la élite conservadora guatemalteca. Para ella la inmediatez de la poesía la hacía abordar temas de contenido amoroso, al mismo tiempo que discutir sobre otros que tenían ciertos contenidos simbólicos.
Rubén Darío en 1887 le calificó como "la mujer de más ingenio que haya producido Centro América".

### Poesía
Como aficionada a la lectura, María Josefa García Granados se cultivó en la poesía; asimismo, no solamente escribió sátira sino que también cantaba poéticamente. Entre sus composiciones poéticas están: A la ceiba de Amatitlán, Himno a la Luna(1830), La Resolución, A una hermosa joven-desgraciadamente enlazada con un achacoso viejo-, A una abeja, Plegaria y Despedida.
Además tradujo algunos versos de Byron y también trabajó la oda histórica.

### Cien veces una
En la época en que gobernaba el estado de Guatemala el Dr. Mariano Gálvez, algunos guatemaltecos liberales publicaron en El Salvador un periódico de combate titulado Diez Veces Diez; en respuesta, García Granados y su amigo José Batres Montufar fundaron el periódico Cien Veces Una, cuyo primer número decía:
| Cien Veces Una te envío a cambio de Diez veces Diez ya que has hurgado otra vez el hormiguero hijo mío. |

## Muerte
Según lo señalan textos y críticos, existe una leyenda que dice que María Josefa realizó un pacto con su amigo José Batres Montufar: como ambos estaban interesados en el espiritismo y la vida en el más allá, se pusieron de acuerdo en que el primero que muriera debía regresar del más allá y demostrarle al sobreviviente que efectivamente existía el infierno. El pacto lo sellaron en el año 1844, meses antes que muriera el poeta Batres. Según se sabe, Batres habría regresado del más allá confirmándole la existencia del infierno diciéndole: «¡Sí hay infierno, Pepita!» Esto explicaría que ella dejara de escribir en sus últimos años y se retirara de la vida social, dedicándose al recogimiento y prácticas piadosas. Cuatro años después, el 28 de septiembre de 1848, murió y, curiosamente, fue enterrada en una tumba separada solamente por un muro de la de Ignacio Gómez, quien en vida fuera su acérrimo enemigo.

## Información adicional
- Hermana del general Miguel García Granados, líder de la Revolución Liberal de 1871.
- Fue amiga personal de Pedro Molina, José Francisco Barrundia, Dieguez, José Cecilio del Valle, Mariano Gálvez, Cordova, varios miembros del Clan Aycinena, José Milla y de Rafael Carrera.
- Tía y a la vez abuela de María García Granados y Saborío, a quien el insigne poeta cubano José Martí inmortalizara en su poema de 1891:  La Niña de Guatemala.[11]  Algunas veces es confundida con su sobrina, que aunque culta, no poseía la capacidad intelectual de María Josefa.

## Lectura recomendada
- Casaús Arzú, Marta Elena. «El papel de las redes familiares en la configuración de la élite de poder centroamericana (El caso de la familia Díaz Durán)». Revista Realidad (El Salvador: Universidad Centroamericana). Archivado desde el original el 27 de marzo de 2015. Consultado el 10 de mayo de 2015.
- Chandler, David L. (1978). «La casa de Aycinena». Revista de la Universidad de Costa Rica (San José, Costa Rica). Archivado desde el original el 9 de septiembre de 2014.
- Reynolds, Louisa (2007). «Clan Arzú consolida su poder». Albedrío. Guatemala. Archivado desde el original el 29 de agosto de 2014.

- Datos: Q6782028